# Cantonul Brouvelieures
Cantonul Brouvelieures este un canton din arondismentul Saint-Dié-des-Vosges, departamentul Vosges, regiunea Lorena, Franța.

## Comune
- Belmont-sur-Buttant
- Biffontaine
- Bois-de-Champ
- Brouvelieures (reședință)
- Domfaing
- Fremifontaine
- Mortagne
- Les Poulières
- Les Rouges-Eaux
- Vervezelle